# Boro 001
La Boro 001 è una monoposto di Formula 1 realizzata dalla scuderia olandese Boro per partecipare al campionato mondiale di Formula 1 1976 e 1977.